# Wahlkreis Greiz – Gera, Land II
Der Wahlkreis Greiz – Gera, Land II war ein Landtagswahlkreis zur Landtagswahl in Thüringen 1990, der ersten Landtagswahl nach der Wiedergründung des Landes Thüringen. Er hatte die Wahlkreisnummer 29.
Der Wahlkreis umfasste den kompletten damaligen  Landkreises Greiz mit folgenden Städten und Gemeinden: Berga/Elster, Clodra, Cossengrün, Daßlitz, Elsterberg, Geißendorf, Görschnitz, Gottesgrün, Greiz, Großkundorf, Hohndorf, Kahmer, Kleinreinsdorf, Kühdorf, Leiningen, Lunzig, Mohlsdorf, Naitschau, Neugernsdorf, Neumühle/Elster, Nitschareuth, Reinsdorf, Reudnitz, Schönbach, Teichwolframsdorf, Tremnitz, Tschirma
Waltersdorf, Wellsdorf, Wildetaube, Wolfersdorf und Zoghaus  sowie Teile des damaligen Landkreises Gera-Land mit folgenden Städten und Gemeinden: Bethenhausen, Brahmenau, Braunichswalde, Endschütz, Friedmannsdorf, Gauern, Großenstein, Hermsdorf, Hilbersdorf, Hirschfeld, Korbußen, Linda, Pölzig, Reichstädt, Ronneburg, Rückersdorf, Schwaara, Seelingstädt und Söllmnitz.

## Ergebnisse
Die Landtagswahl 1990 fand am 14. Oktober 1990 statt und hatte folgendes Ergebnis für den Wahlkreis Greiz – Gera, Land II:
| Direktkandidat | Partei (Kürzel) | Erststimmen (%) | Zweitstimmen (%) |
| -------------- | --------------- | --------------- | ---------------- |
| Roland Meyer   | CDU             | 46,1            | 46,7             |
|                | Chr. L          | -               | 00,4             |
|                | DFD             | 01,8            | 00,8             |
|                | REP             | -               | 01,0             |
|                | DBU             | 00,6            | 00,4             |
|                | DSU             | 07,1            | 04,4             |
|                | F.D.P.          | 09,7            | 10,3             |
|                | LL-PDS          | 08,0            | 08,1             |
|                | NPD             | -               | 00,5             |
|                | NFGRDJ          | 06,3            | 05,3             |
|                | SPD             | 19,7            | 21,7             |
|                | UFV             | 00,6            | 00,4             |

Es waren 55.950 Personen wahlberechtigt. Die Wahlbeteiligung lag bei 73,1 %.  Als Direktkandidat wurde Roland Meyer (CDU) gewählt. Er erreichte 46,1 % aller gültigen Stimmen.